# Tom Phillis
Thomas Edward ”Tom” Phillis, född den 9 april 1931 i Australien, död den 6 juni 1962 på Isle of Man var en brittisk roadracingförare, världsmästare i 125GP 1961. Han förolyckades under Manx TT och hans nära vän Gary Hocking drog sig tillbaka från sporten p.g.a. olyckan. Phillis blev 31 år gammal.

## Segrar 250GP
| Nummer | Grand Prix | År   |
| ------ | ---------- | ---- |
| 1      | Frankrike  | 1961 |
| 2      | Argentina  | 1961 |

## Segrar 125GP
| Nummer | Grand Prix | År   |
| ------ | ---------- | ---- |
| 1      | Spanien    | 1961 |
| 2      | Frankrike  | 1961 |
| 3      | Holland    | 1961 |
| 4      | Argentina  | 1961 |